# Klepp
Klepp er en kommune på Jæren i Rogaland fylke i Norge. Omkringliggende kommuner er Sola og Sandnes mod nord, Time mod syd og øst, og Hå mod syd. Kleppe, Verdalen, Orstad, Klepp Station, Kåsen, Pollestad og Voll er landsbyer i kommunen.
Klepp er den næststørste jordbrugskommune i Rogaland, med omkring 600 landbrug og dertil knyttet mejeri og maskinindustri.
De vigtigste veje i Klepp er Rv44 Jærvejen og Rv510 Solavejen. Jærbanen går gennem den østlige del af kommunen, med stoppesteder på Klepp station og Øksnevadporten (Orstad).
"Den største fabrikken er plogfabrikken ... med 750 ansatte", skrev medierne i 2018.